# 里普利 (喬治亞州)
里普利（英語：Ripley）是位於美國喬治亞州特維格縣的一個非建制地區。該地的面積和人口皆未知。

## 地理
里普利的座標為32°43′31″N 83°25′02″W / 32.72528°N 83.41722°W，而該地的平均海拔高度為168米（即551英尺）。